# Bestla
En la mitologia escandinava, Bestla és la filla de l'ètun Bòltorn (norrè occidental antic: Bǫlþorn), un dels ètuns descendents de l'Ýmir, la criatura hermafrodita que sorgí del Ginnungagap i es va alimentar amb la llet que rajava del braguer de la vaca Auðumla. L'ètuna Bestla es va casar amb l'ètun Borr, fill d'en Búri, i amb ell engendrà els tres primers déus: Odin, Vili i Ve. Els Hávamál ens fan avinent que la Bestla tenia un germà que va ensenyar eixarms poderosos a l'Odin. Aquest germà podria ésser Mímir.
El satèl·lit natural de Saturn Bestla s'anomenà en honor seu.